# 1618 Dawn
1618 Dawn (1948 NF) là một tiểu hành tinh vành đai chính được phát hiện ngày 5 tháng 7 năm 1948 bởi Johnson, E. L. ở Johannesburg (UO).